# Sthenocephalus
Genre
Sthenocephalus est un genre d'ophiures (échinodermes) abyssales de la famille des Euryalidae.

## Liste des espèces
Selon World Register of Marine Species (11 janvier 2016) :
- Sthenocephalus anopla (H.L. Clark, 1911) -- Pacifique nord
- Sthenocephalus indicus Koehler, 1898 -- Océan Indien